# Erkelteatern

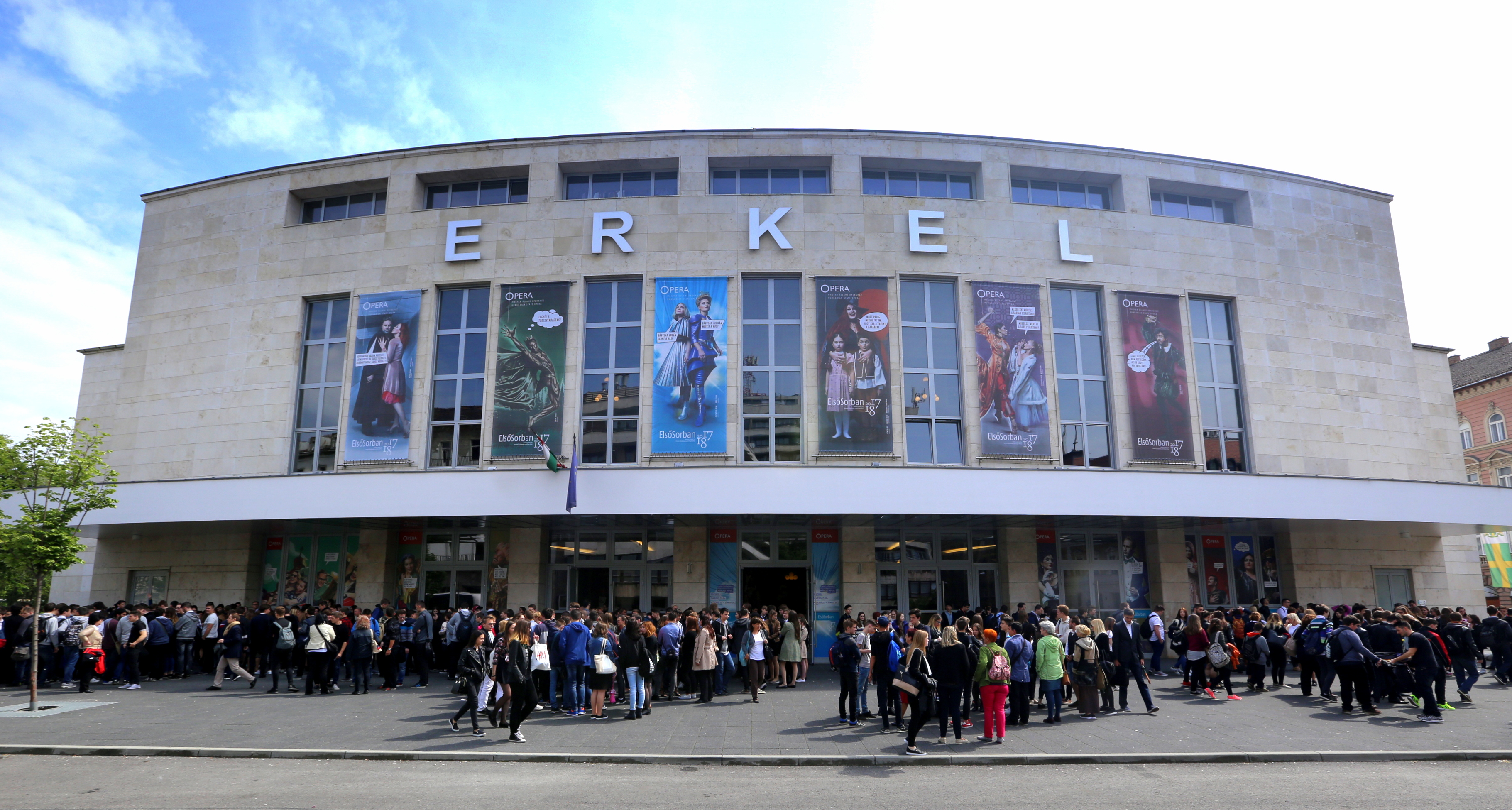
Erkelteatern

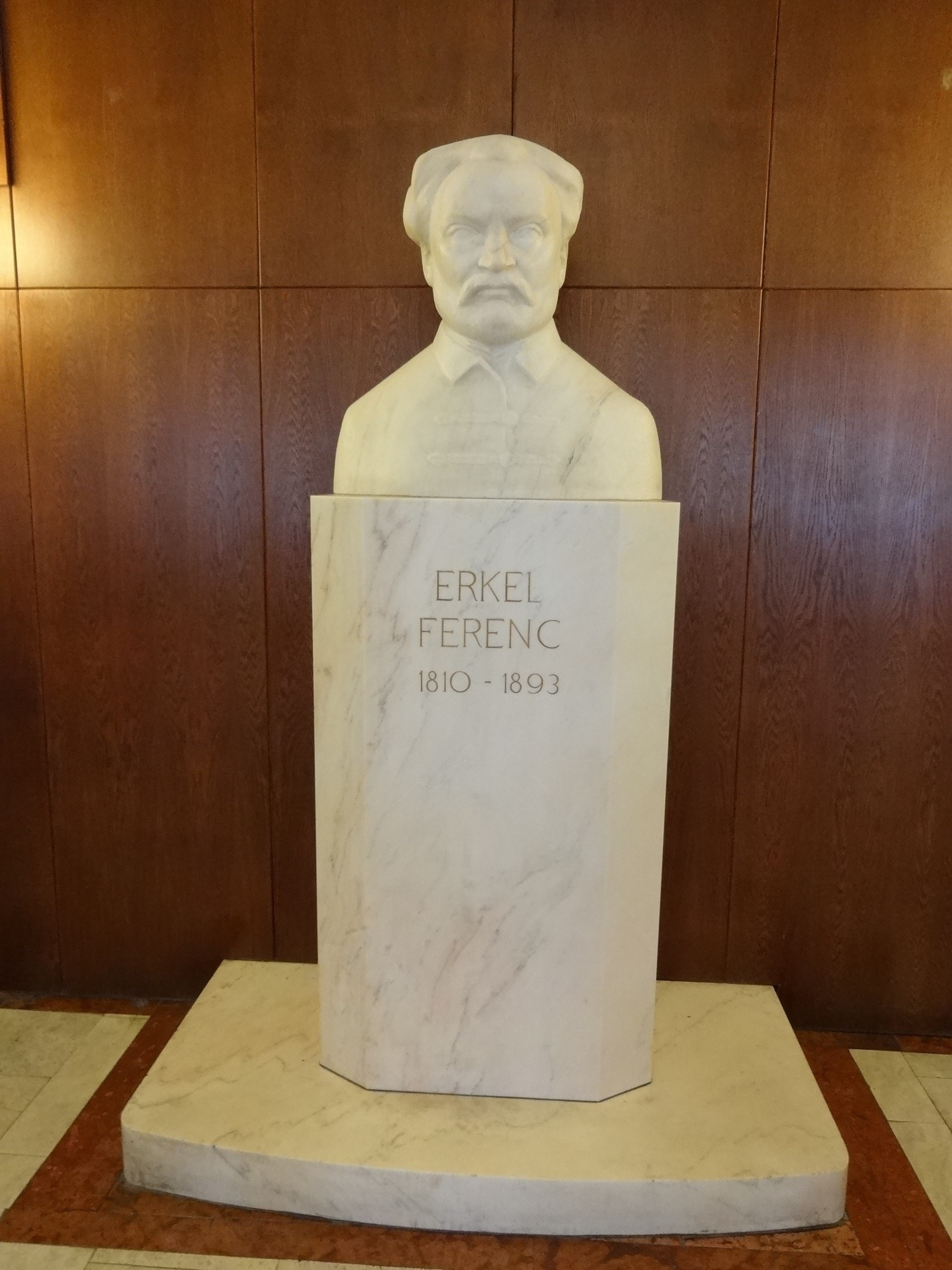
Byst föreställande Ferenc Erkel i teaterns foajé

Erkelteatern (ungerska Erkel Színház) är en teaterbyggnad i Budapest i Ungern. Byggnaden är uppförd 1911 och inrymmer Ungerns största teaterscen, med 1819 platser. Sen 1951 används den i huvudsak som operascen av Ungerska statsoperan. Namnet Erkelteatern åsyftar den ungerske kompositören Ferenc Erkel. Teatern stängdes 2007 och hotades av rivning, men efter renoveringar är den sen mars 2013 åter tagen i bruk. 
Den här artikeln är helt eller delvis baserad på material från ungerska Wikipedia.